# 红毛虎耳草
红毛虎耳草（学名：Saxifraga rufescens）为虎耳草科虎耳草属下的一个种。